# Tamássy Pál
Tamássy Pál (helyenként Tamásy Pál), Leitner Péter Pál (Budapest, 1893. június 22. – Budapest, Terézváros, 1929. október 17.) zeneszerző, földbirtokos. Tamássy Zdenko apja.

## Életútja
Jómódú zsidó családból származott. Apja Leitner Szigfrid (Zsigmond), a Magyar Takarékpénztárak Központi Jelzálogbankjának vezérigazgatója, anyja Deutsch Mária (1869–1935) volt. Középiskolai tanulmányait 1902–1909 között a Magyar Királyi Tanárképző-intézeti Gyakorló Főgimnáziumban végezte. Az első világháborúban négy évig mint huszárfőhadnagy szolgált. Ifjabb éveiben csak mint amatőr kultiválta a zenét. Kacsóh Pongrác tanítványa volt. Öccsével, Leitner Lászlóval is jegyez zeneműveket. Az első világháború előtti években tűnt fel. Ilosvay Rózsi énekelte néhány sanzonját rendkívül nagy sikerrel. A két fiatal lélek felolvadt a művészetben és az alkotóból és előadóból hamarosan egy pár lett, 1920. március 6-án kötöttek házasságot Budapesten. A fiatal zeneszerző ambícióját és tehetségét erősen sarkalta a már ismert művésznővé fejlődött feleség. 1923-ban váltak el. Első házasságából született fia, Tamássy Zdenko.
Első operettje, a Csókszanatóriumot(b), amely több, mint százötvenszer került színre Budapesten, Bécsben kétszázszor, Berlinben pedig száznyolcvanötször (bemutató 1912. május 24. Király Színház. Szövegét írta: Liptai Imre). Utána egy ideig hallgatott, majd új néven tűnt fel ismét. Leitner Pálból – 1919-ben, 26 évesen – Tamássy Pál lett, ugyanazzal a tehetséggel, ugyanazzal a kedvességgel, törhetetlen munkakedvvel és minden szépért, jóért való rajongással.  Válása után, Párizsba utazott a zeneszerző és a diplomáciai pályán akart elhelyezkedni. Ott is írt még kis dalokat, operettbetéteket, amelyek a francia fővárosban kerültek színpadra. Visszatérve Budapestre a Lulu című francia operettbe is komponált néhány slágert. Következő nagy sikerű operettje a Tommy és társa volt (szövegét írta: Andai Ernő, verseit: Szilágyi László; bemutató 1929. október 11. Király Színház).
Utolsó éveiben szívgyöngeségben szenvedett. 1929 októberében szerzőtársával, Andai Ernővel az udvaron cigarettázott, s a hűvös éjszakai levegőtől megfázott. Másnap negyvenfokos láza lett, az orvos tüdőgyulladást és mellhártyagyulladást állapított meg nála. Halálát szívbénulás okozta. Október 19-ére kitűzött esküvőjét Tassy Mária drámai színésznővel már nem érhette meg. A Kerepesi úti temetőben helyezték örök nyugalomra.

## Művei
- Csókszanatórium (1912, Király Színház)(b)
- Leitner László: Estére indul az ezred, estére én is megyek... (katonadal, 1915.)[13]
- Leitner Pál: Akármit mondjon a világ (kuplé, Harmónia rt., 1913.)[14]
- Leitner László: Búcsúzik a fecske (Harmónia rt., 1913.)[15]
- Bródy István: Csókvásár (operett, 1915. június 16., Casino Mulató)[16]
- Leitner László (szöveg), Leitner Pál: Az őrült spanyol (operett, 1917, Kristálypalota)
- Serge Veber (librettó, fordította Stella Adorján; verseit Harmath Imre írta), Philippe Parès és Georges Van Parys (eredeti zenék): Lulu hat magyar betétdala (operett, bemutató: 1928. szeptember 15., Fővárosi Operettszínház)[17]
- Gandera Felix, Harsányi Zsolt: Volga-bár betétdalok (zenés vígjáték 3 felv.; bemutató 1929. június 8., Vígszínház)[18]
- Anday Ernő, Szilágyi László és Tamássy Pál: Tommy és társa (operett, eredeti címe: Veronika,[19] bemutató: 1929. október 11., Király Színház)

Leitner az Országos Hangjegykölcsönző Intézetnél bejegyzett zenéi 1916-ban:
- kupléi: Fák alatt; Láncz, láncz; Pinczér, fizetek; Szállj-szállj ezüstös hópehely; Estére indul az ezred; Jobbra néz, balra néz. Kenguru-táncz; Búcsúzik a fecske[20]
- és operettje: Csókvásár[21]